# Moritz Simon (1884–1959)
Henrik Jakob Moritz Simon, född den 14 oktober 1884 i Nås församling, Kopparbergs län, död den 19 mars 1959 i Stockholm, var en svensk läkare.
Simon avlade medicine kandidatexamen vid Karolinska institutet 1905 och medicine licentiatexamen 1909. Han blev amanuens vid Karolinska institutets patologiska institut 1907–1909, vid Serafimerlasarettets röntgenavdelning 1907–1908, vid dess medicinska klinik 1909–1910, vid Söderby sjukhus 1910–1911 och underläkare vid Sankt Eriks sjukhus 1911–1913. Simon promoverades till medicine doktor 1917. Han var föreståndare för Sabbatsbergs sjukhus röntgenavdelning 1912–1919, överläkare där 1919–1949 och styresman för Sabbatsbergs sjukhus 1924–1942. Han publicerade ett trettiotal vetenskapliga uppsatser, vilka huvudsakligen behandlade  röntgendiagnostik, röntgenterapi och röntgenanatomi, samt populärmedicinska skrifter. Simon blev riddare av Nordstjärneorden 1932.
Moritz Simon var son till provinsialläkaren Moritz Simon och Adéle Liljensparre vars farfarsfar var Nils Henric Liljensparre adlad Liljensparre. Han var bror till Ludvig Simon. Moritz Simon gifte sig 1910 med Maja Häglund, dotter till navigationsskolechefen i Visby Carl August Häglund och Elisabeth Jacobsson. Makarna blev svärföräldrar till Sven Markelius.